# Bozieni (gmina w okręgu Neamț)
Bozieni – gmina w Rumunii, w okręgu Neamț. Obejmuje miejscowości Băneasa, Bozieni, Crăiești, Cuci i Iucșa. W 2011 roku liczyła 2716 mieszkańców.